# Artesa de Segre
Artesa de Segre – gmina w Hiszpanii, w prowincji Lleida, w Katalonii, o powierzchni 176,71 km². W 2011 roku gmina liczyła 3759 mieszkańców.